# De visu
De visu és una locució llatina que significa literalment «amb els propis ulls», «vist directament».
S'usa aquesta expressió per tal com es vulgui remarcar que com s'afirma es deu a la visió directa de l'esdeveniment. De vegades s'usa per indicar la trobada entre dues o més persones.
S'usa freqüentment en medicina, fent referència a alteracions o malalties que pots ser percebudes a simple vista.